# دره کردی
دره کردی (ده کردی)، روستایی از توابع بخش کشکوئیه شهرستان رفسنجان در استان کرمان ایران است.

## جمعیت
این روستا در دهستان راویز قرار دارد و براساس سرشماری مرکز آمار ایران در سال ۱۳۸۵، جمعیت آن ۸۰ نفر (۲۰خانوار) بوده‌است.